# 국제 역도 연맹
국제 역도 연맹(國際力道聯盟, International Weightlifting Federation; IWF)은 올림픽 역도를 주관하는 국제 기구이다. 1905년 창설되었으며, 부다페스트에 본부를 두고 있다. 2010년 현재 187개국의 회원국을 보유하고 있으며, 회장은 헝가리의 타마시 어얀이다.
창설 당시의 명칭은 Fédération Haltéphile International(FHI)였으나, 1972년과 1976년 하계 올림픽 사이에 명칭을 현재와 같은 IWF로 변경하였다.
국제 역도 연맹에 소속된 대륙별 연맹은 다음과 같다.
- 아프리카 역도 연맹 (WFA)
- 아시아 역도 연맹 (AWF)
- 유럽 역도 연맹 (EWF)
- 오세아니아 역도 연맹 (OWF)
- 팬 아메리카 역도 연합 (PAWC)